# Onthophagus ochreatus
Onthophagus ochreatus là một loài bọ cánh cứng trong họ Bọ hung (Scarabaeidae).